# Croton vietnamensis
Croton vietnamensis är en törelväxtart som beskrevs av Radcl.-sm. och Rafaël Herman Anna Govaerts. Croton vietnamensis ingår i släktet Croton och familjen törelväxter. Inga underarter finns listade i Catalogue of Life.